# Eternity Rites
Eternity Rites (укр. Обряди Вічності) — дебютний студійний альбом австрійського неокласичного дарк-вейв-гурту Dargaard, випущений у 1998 році лейблом Napalm Records під банером Draenor Productions. Альбом був записаний і зведений на Hoernix Studios Георгом Гранда і Тареном протягом 1998 року. Він характеризується темним ритмом і розвитком «кульмінаційної казки, сповненої середньовічних/народних тем, чудово скомпонованих та ідеально виконаних».
До альбому увійшло одинадцять треків, два з яких є різними частинами пісні Eternity Rite. Усі треки створені на суміші неокласики, фолку та темного ембієнту.
Вокал сопрано з оперним голосом Елізабет Торізер високо оцінений більшістю рецензій як «чистий і потужний, але на диво делікатний».

## Трек-лист
| #     | Назва                                                                     | Тривалість |
| ----- | ------------------------------------------------------------------------- | ---------- |
| 1.    | «Eternity Rite (Pt. 1: Sight from the Abyss/The Confession and Prophecy)» | 5:49       |
| 2.    | «Demon Eyes»                                                              | 5:08       |
| 3.    | «Fuer grissa est drauka» ("The Bringer of Death")                         | 4:10       |
| 4.    | «Down to the Halls of the Blind»                                          | 3:24       |
| 5.    | «Nightvision»                                                             | 3:06       |
| 6.    | «Arcanum Mortis» ("The Mystery of Death")                                 | 3:32       |
| 7.    | «Eternity Rite (Pt. 2: Invocation and Bounding)»                          | 6:43       |
| 8.    | «Temple of the Moon»                                                      | 3:43       |
| 9.    | «...Of Broken Stones»                                                     | 5:45       |
| 10.   | «Seelenlos» ("Soulless")                                                  | 4:09       |
| 11.   | «Transfer Complete»                                                       | 2:07       |
| 47:36 |                                                                           |            |

- «Fuer grissa ost drauka» — це назва, дана Річарду Ралу, персонажу серії епічних фантастичних книг Террі Гудкайнда «Меч істини»[en]. Назва написана мовою High D'Haran і має кілька значень: «той, хто приносить смерть», «той, хто приносить духів» і «той, хто приносить підземний світ».
- Текст пісні «Arcanum Mortis» взято з «Фастів[en]» Овідія, книга II, 571—582.

## Учасники
- Тарен (англ. Tharen) — всі інструменти, вокал
- Елізабет Торізер (англ. Elisabeth Toriser) — вокал